# Produttori di telefoni cellulari
Di seguito è riportata una lista di produttori di telefoni cellulari per nazione.
| Nazione             | Marchio                       |  | Note                                                                         |
| ------------------- | ----------------------------- |  | ---------------------------------------------------------------------------- |
| Algeria             | Condor                        |  |                                                                              |
| Australia           | Kogan.com                     |  |                                                                              |
| Bangladesh          | Walton                        |  |                                                                              |
| Brasile             | Gradiente                     |  |                                                                              |
| Brasile             | Multilaser                    |  |                                                                              |
| Brasile             | Positivo                      |  |                                                                              |
| Canada              | BlackBerry                    |  | Hardware di TCL                                                              |
| Canada              | DataWind                      |  |                                                                              |
| Cina                | tank                          |  | Manufactured by Huaqin Telecom Technology Co. Ltd.                           |
| Cina                | Alcatel                       |  | Sussidiaria TCL Corporation                                                  |
| Cina                | Amoi                          |  |                                                                              |
| Cina                | BBK                           |  |                                                                              |
| Cina                | BlackView                     |  | Di proprietà di Jieke Technology                                             |
| Cina                | Coolpad                       |  | subsidiary of LeEco                                                          |
| Cina                | Cubot                         |  |                                                                              |
| Cina                | Gfive                         |  |                                                                              |
| Cina                | Gionee                        |  |                                                                              |
| Cina                | Haier                         |  |                                                                              |
| Cina                | Hisense                       |  |                                                                              |
| Cina                | Honor                         |  |                                                                              |
| Cina                | Huawei                        |  |                                                                              |
| Cina                | Konka                         |  |                                                                              |
| Cina                | LeEco                         |  |                                                                              |
| Cina                | Lenovo                        |  |                                                                              |
| Cina                | Maze                          |  |                                                                              |
| Cina                | Meizu                         |  |                                                                              |
| Stati Uniti         | Motorola Mobility             |  | Sussidiaria Lenovo                                                           |
| Cina                | Ningbo Bird                   |  |                                                                              |
| Cina                | Nomu                          |  |                                                                              |
| Cina                | OnePlus                       |  | Sussidiaria BBK                                                              |
| Cina                | Oppo                          |  | Sussidiaria BBK                                                              |
| Cina                | Oukitel                       |  |                                                                              |
| Cina                | Redmi                         |  | Sussidiaria Xiaomi                                                           |
| Cina                | Smartisan                     |  |                                                                              |
| Cina                | TCL Corporation               |  |                                                                              |
| Cina                | Technology Happy Life         |  |                                                                              |
| Cina                | Ulephone                      |  |                                                                              |
| Cina                | Umidigi                       |  |                                                                              |
| Cina                | Vernee                        |  |                                                                              |
| Cina                | Vivo                          |  | Sussidiaria BBK                                                              |
| Cina                | Vsun                          |  |                                                                              |
| Cina                | Wasam                         |  |                                                                              |
| Cina                | Xiaomi                        |  |                                                                              |
| Cina                | Zopo Mobile                   |  |                                                                              |
| Cina                | ZTE                           |  |                                                                              |
| Cina                | ZUK Mobile                    |  | Sussidiaria Lenovo                                                           |
| Corea del Nord      | Koryolink                     |  |                                                                              |
| Corea del Sud       | KT Tech                       |  |                                                                              |
| Corea del Sud       | Pantech                       |  |                                                                              |
| Corea del Sud       | Samsung                       |  |                                                                              |
| Emirati Arabi Uniti | Thuraya                       |  |                                                                              |
| Filippine           | Cherry Mobile                 |  | Cosmic Technologies                                                          |
| Filippine           | Starmobile                    |  |                                                                              |
| Filippine           | MyPhone                       |  | Solid Group                                                                  |
| Filippine           | Torque                        |  | Topstrasse Global                                                            |
| Finlandia           | Jolla                         |  |                                                                              |
| Finlandia           | Nokia Corporation             |  | Hardware di terze parti                                                      |
| Finlandia           | HMD Global                    |  | Per Nokia Corporation                                                        |
| Francia             | Archos                        |  |                                                                              |
| Francia             | Groupe Bull                   |  |                                                                              |
| Francia             | MobiWire                      |  | Già Sagem Wireless                                                           |
| Francia             | Ordissimo                     |  |                                                                              |
| Francia             | Wiko                          |  |                                                                              |
| Germania            | AEG                           |  |                                                                              |
| Germania            | Gigaset                       |  |                                                                              |
| Germania            | Grundig Mobile                |  |                                                                              |
| Germania            | Medion                        |  | Sussidiaria Lenovo                                                           |
| Germania            | Siemens                       |  |                                                                              |
| Germania            | TechniSat                     |  |                                                                              |
| Germania            | Telefunken                    |  |                                                                              |
| Germania            | Tiptel                        |  |                                                                              |
| Giappone            | Fujitsu                       |  |                                                                              |
| Giappone            | Kyocera                       |  |                                                                              |
| Giappone            | NEC-Casio (NEC/Casio/Hitachi) |  |                                                                              |
| Giappone            | Panasonic                     |  |                                                                              |
| Giappone            | Sansui                        |  |                                                                              |
| Giappone            | Sharp                         |  |                                                                              |
| Giappone            | Sony                          |  |                                                                              |
| Giappone            | DoCoMo                        |  |                                                                              |
| Grecia              | MLS                           |  |                                                                              |
| India               | CREO                          |  |                                                                              |
| India               | Celkon                        |  |                                                                              |
| India               | iball                         |  |                                                                              |
| India               | Intex Technologies            |  |                                                                              |
| India               | Karbonn Mobiles               |  |                                                                              |
| India               | Lava International            |  |                                                                              |
| India               | LYF                           |  |                                                                              |
| India               | Micromax Informatics          |  |                                                                              |
| India               | Onida Electronics             |  |                                                                              |
| India               | Spice Digital                 |  |                                                                              |
| India               | Videocon                      |  |                                                                              |
| India               | Xolo                          |  | Sussidiaria Lava International                                               |
| India               | YU Televentures               |  | Sussidiaria Micromax Informatics                                             |
| Indonesia           | Nexian                        |  |                                                                              |
| Indonesia           | Evercoss                      |  |                                                                              |
| Indonesia           | MITO                          |  |                                                                              |
| Indonesia           | Polytron                      |  |                                                                              |
| Indonesia           | Advan                         |  |                                                                              |
| Italia              | Brondi                        |  |                                                                              |
| Italia              | Ekoore                        |  | Dispositivi progettati in Italia, assemblati in Cina                         |
| Italia              | NGM                           |  |                                                                              |
| Italia              | Olivetti                      |  |                                                                              |
| Italia              | Onda Mobile Communication     |  |                                                                              |
| Italia              | Stonex                        |  |                                                                              |
| Italia              | Mediacom (Europe)             |  | Dispositivi progettati in Italia (dalla Datamatic S.p.A), assemblati in Cina |
| Lettonia            | Just5                         |  |                                                                              |
| Malaysia            | Leagoo                        |  |                                                                              |
| Malaysia            | M Dot                         |  |                                                                              |
| Malaysia            | Ninetology                    |  |                                                                              |
| Messico             | Kyoto Electronics             |  |                                                                              |
| Messico             | Lanix                         |  |                                                                              |
| Messico             | Zonda                         |  |                                                                              |
| Paesi Bassi         | Fairphone                     |  |                                                                              |
| Paesi Bassi         | John's Phone                  |  |                                                                              |
| Paesi Bassi         | Philips                       |  |                                                                              |
| Pakistan            | QMobile                       |  |                                                                              |
| Pakistan            | Voice Mobile                  |  |                                                                              |
| Polonia             | Kruger&Matz                   |  |                                                                              |
| Polonia             | Manta Multimedia              |  |                                                                              |
| Polonia             | myPhone                       |  |                                                                              |
| Regno Unito         | Binatone                      |  |                                                                              |
| Regno Unito         | Bullitt Group                 |  |                                                                              |
| Regno Unito         | Kazam                         |  |                                                                              |
| Regno Unito         | Marshall Amplification        |  |                                                                              |
| Regno Unito         | Vodafone                      |  |                                                                              |
| Regno Unito         | Wileyfox                      |  |                                                                              |
| Rep. Ceca           | Jablotron                     |  |                                                                              |
| Rep. Ceca           | Verzo                         |  |                                                                              |
| Romania             | Allview                       |  |                                                                              |
| Romania             | Evolio                        |  |                                                                              |
| Romania             | E-Boda                        |  |                                                                              |
| Romania             | Myria                         |  |                                                                              |
| Romania             | Utok                          |  |                                                                              |
| Russia              | Beeline                       |  |                                                                              |
| Russia              | Explay                        |  | Sussiadiaria Fly dal 2015                                                    |
| Russia              | Gresso                        |  |                                                                              |
| Russia              | Highscreen                    |  |                                                                              |
| Russia              | Megafon                       |  |                                                                              |
| Russia              | MTS                           |  |                                                                              |
| Russia              | RoverPC                       |  |                                                                              |
| Russia              | teXet                         |  |                                                                              |
| Russia              | Sitronics                     |  |                                                                              |
| Russia              | Yota                          |  | Produttore di YotaPhone e YotaPhone 2                                        |
| Spagna              | BQ                            |  | [ 3 ]                                                                        |
| Spagna              | GeeksPhone                    |  |                                                                              |
| Stati Uniti         | Apple                         |  |                                                                              |
| Stati Uniti         | BLU Products                  |  |                                                                              |
| Stati Uniti         | Caterpillar                   |  |                                                                              |
| Stati Uniti         | Firefly                       |  |                                                                              |
| Stati Uniti         | Garmin                        |  |                                                                              |
| Stati Uniti         | Google                        |  |                                                                              |
| Stati Uniti         | HP                            |  |                                                                              |
| Stati Uniti         | InFocus                       |  |                                                                              |
| Stati Uniti         | InfoSonics                    |  |                                                                              |
| Stati Uniti         | Obi Worldphone                |  |                                                                              |
| Stati Uniti         | Mediacom                      |  |                                                                              |
| Stati Uniti         | Nextbit                       |  |                                                                              |
| Svezia              | Doro                          |  |                                                                              |
| Svezia              | Handheld Group                |  |                                                                              |
| Taiwan              | Acer                          |  |                                                                              |
| Taiwan              | Asus                          |  |                                                                              |
| Taiwan              | BenQ                          |  |                                                                              |
| Taiwan              | DBTel                         |  |                                                                              |
| Taiwan              | Dopod                         |  |                                                                              |
| Taiwan              | Foxconn                       |  |                                                                              |
| Taiwan              | Gigabyte Technology           |  |                                                                              |
| Taiwan              | HTC                           |  |                                                                              |
| Thailandia          | AIS                           |  |                                                                              |
| Thailandia          | DTAC                          |  |                                                                              |
| Thailandia          | True                          |  |                                                                              |
| Thailandia          | Wellcom                       |  |                                                                              |
| Thailandia          | I-Mobile                      |  |                                                                              |
| Tunisia             | EvertekTunisie                |  |                                                                              |
| Turchia             | Aselsan                       |  |                                                                              |
| Turchia             | Vestel                        |  |                                                                              |

## Cessate
| Nazione     | Marchio          | Note                           |
| ----------- | ---------------- | ------------------------------ |
| Regno Unito | INQ              |                                |
| Regno Unito | Vertu            |                                |
| Spagna      | Vitelcom         |                                |
| Stati Uniti | Microsoft Mobile | Con sede in Finlandia ex Nokia |

## Non più attivi
| Nazione       | Marchio  | Note                                        |
| ------------- | -------- | ------------------------------------------- |
| Corea del Sud | LG       | Chiusura della divisione telefonia          |
| Italia        | Telit    |                                             |
| Svezia        | Ericsson | Fusione con Sony-Ericsson poi divenuta Sony |
| Stati Uniti   | DELL     |                                             |